# Casa Museo de Emilia Pardo Bazán
La Casa Museo Emilia Pardo Bazán está cerrada temporalmente por obras de rehabilitación en el edificio. Está localizada en la que fue la vivienda familiar de la condesa en La Coruña. Hoy comparte dependencias con la Real Academia Gallega, de la que depende, y fue legada por sus herederos.
Muestra la vivienda y hace hincapié en la faceta literaria de la autora, uniendo salas de ambiente con otras con audaces puestas en escena. Está situado en la C/Tabernas número 11, en la Ciudad Vieja de La Coruña, y fue inaugurada el 22 de marzo del 1979.

## Historia

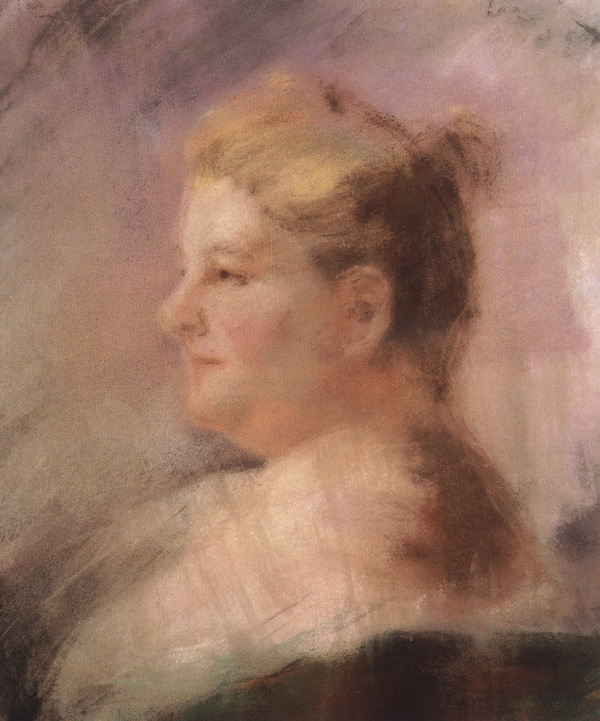
Emilia Pardo Bazan (1897)

En el 1855, D. José Pardo Bazán y Amalia Rúa-Figueroa y Somoza, padres de Emilia Pardo Bazán, compraron la casa localizada en la C/Tabernas 11, a Antonio Rivadeira Acebedo y a su novia, María Josefa Quiroga y Quindós, para servir de residencia familiar. En esta casa vivió la escritora Emilia Pardo Bazán.
El 4 de mayo del 1956, las dos últimas herederas de Emilia Pardo Bazán, María de las Nieves Quiroga y Pardo-Bazán, viuda del marqués Jose Calvanti, y Manuela Esteban Collantes y Sandoval, condesa viuda de Torre Cela, donaron sus bienes en Madrid, en la casa de Blanca Quiroga localizada en la calle Goya 23. Como representantes de la Real Academia Gallega comparecieron Sebastián Martínez Risco y Macías, Ángel del Castillo López y Julio Rodríguez Yordi. En dicha acta se especificó la creación del Museo Emilia Pardo Bazán, la asignación de la casa localizada en la calle Tabernas 11 a la Real Academia Gallega, a cambio de que esta se ocupase de la conservación del museo.
El 25 de septiembre de 1959 se constituyó el Patronato del Museo Emilia Pardo Bázan. No ha vuelto a reunirse desde entonces. 
El 9 de julio de 1963, tras la muerte en Madrid de Manuela Esteban Collantes el 8 de julio de 1959, María de las Nieves Quiroga y Pardo Bazán emitió un testamento abierto. En esta voluntad se especificaron los objetos y bienes de la familia Pardo Bazán, así como su paradero. Sus activos fueron liquidados y distribuidos entre los parientes de ramas secundarias, ya que no quedaban herederos directos, y a instituciones con fines de caridad: la iglesia parroquial de Santiago en La Coruña, la delegación de la Cruz Roja y el “Refugio de la Caridad” dirigida por el padre Rubinos.
El 2 de diciembre de 1970 murió María de las Nieves Quiroga y Pardo Bazán.
El 13 de agosto de 1971 se emitió el documento notarial en el que se tomaba posesión del edificio, verificando las existencias y seleccionando los muebles, objetos y artículos localizados en la primera planta de la casa. En 20 días se habilitaron dos salas del Ayuntamiento de La Coruña para albergar de manera provisional el museo Emilia Pardo Bazán. Entre ese mismo año y 1979 se emprendieron las reformas del edificio. Se inauguró el 22 de marzo de 1979 con la asistencia de los reyes de España. Se reinauguró el 16 de mayo de 2003.

## Salas
El museo se divide en las siguientes salas:

### Sala I. El recibidor
En él hay valiosos tapices y muebles de estilo isabelinos y otros de estética neoclásica. Incluso hay un arcón tallado por el esposo de Emilia Pardo Bazán. También se pueden encontrar los retratos de la familia, así como libros escritos por varios miembros de la familia, como el padre de la escritora, José Pardo Bazán, o su hijo Jaime.

### Sala II. La sala de estar
En esta sala se celebraron importantes reuniones literarias y grandes celebraciones, entre las que destaca la celebrada en 1903 para homenajear a Miguel de Unamuno.

### Sala III. Producción literaria
Esta sala se divide en cinco espacios.
En el primero se encuentran expuestas las publicaciones procedentes de la biblioteca personal de la escritora y los libros dedicados a la autora.
El segundo espacio habla de la “Cuestión Feminista”, sobre la lucha de la escritora en un mundo preferentemente masculino, así como sobre los logros conseguidos por otras mujeres.
El tercer espacio está dedicado a la faceta periodística de la autora.
El cuarto espacio está dedicado a Marineda, que es el apodo empleado por la escritora para nombrar la ciudad.
El quinto y último espacio está dedicado a una serie de artículos publicados en La Voz de Galicia en el 1896 sobre la controversia entre Manuel Murgía y Emilia Pardo Bazán. También se encuentra en este espacio el discurso de la autora agradeciendo la presidencia honorífica de la Real Academia Gallega.

### Sala IV. El gabinete de trabajo
Retratos familiares, fotografías de amistades, obras literarias, manuscritos como el prólogo a la novela La Tribuna, entre otros documentos, sobre su auténtica mesa de trabajo.